# Синузия
Синузия (греч. synusia — совместное пребывание, сообщество) — часть фитоценоза (биоценоза), совокупность (объединение, группа) особей одного вида (синузия первого порядка) или сходных видов (синузии второго и третьего порядков). Также этим термином обозначается пространственно и экологически обособленная часть растительного сообщества, состоящая из видов растений одной или нескольких экологически близких жизненных форм (экобиоморф). Основное понятие в изучении растительности экосистем (фитоценоза). Является основной системной единицей фитоценоза, более мелкая системная единица — ценоячейка.

## История термина

На фото (слева на право) Дю-Рие, Х. Гамс и Т. Липпмаа

Впервые понятие «синузия» появилось в лекциях швейцарского геоботаника Э. Рюбеля (нем. Е. Riibel) в 1917 году. В опубликованном виде появляется в 1918 году в работах австрийского геоботаника Xельмута Гамса. Дальнейшее развитие получило в работах эстонского геоботаника начала XX века Теодора Липпмаа. На основе полевых исследований растительности им была разработана концепция синузии, разбивающая каждую синузию, в свою очередь, на унион — ядро характерных видов в синузии, имеющее определенный состав жизненных и экологических форм (по сути синузии первого порядка).

## Понятие синузии
Несмотря на то, что понятие является ключевым в изучении растительных сообществ и тот факт, что в качестве термина оно возникло относительно давно, на данный момент не существует однозначного и общепринятого определения синузии.
- По определению Т. М. Липпмаа (1933), синузия — это одноярусная ассоциация растений (особей) сходных жизненных форм[4].
- По Б. А. Келлеру (1923), синузия — это группа особей одного или нескольких сходных видов, каждая со своей окружающей внешней для неё обстановкой. Синузии в растительном покрове и в пределах одного фитоценоза могут обладать известной самостоятельностью[4].
- По Н. Ф. Реймерсу (1980), синузия — экологически и пространственно обособленная часть фитоценоза, состоящая из растений одной или нескольких близких жизненных форм (деревья, кустарники, кустарнички, эпигейные лишайники, эпифитные лишайники, мхи зеленые, мхи сфагновые и т. д.), связанные между собой общими требованиями к среде обитания[4].
- По Т. А. Работнову (1983), синузия — это совокупность видов, относящихся к одной и той же группе жизненных форм и близких по ритму сезонной вегетации[4].
- По Б. М. Миркину (1989), синузия — это пространственно и экологически обособленная часть фитоценоза, один из ценоэлементов, отражающий внутриценотическую ассоциированность[4].
- В работе В. С. Ипатова и Л. А. Кириковой (1997), синузия — это один из ценоэлементов — компонент растительности, сложенный особями одной жизненной формы[4].

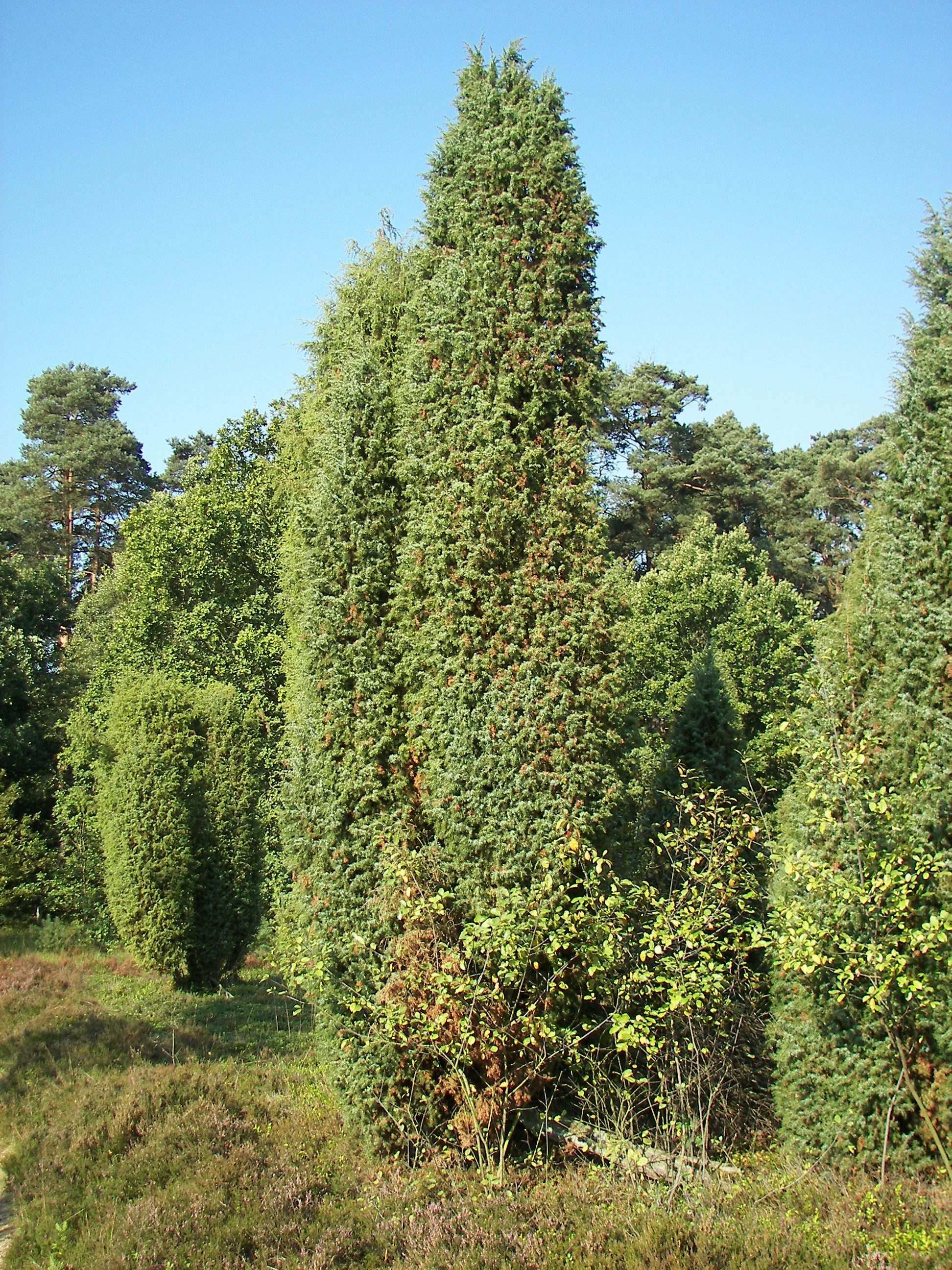
Синузия можжевельника (кустарниковый ярус или первый древесный ярус)

Определение Н. Ф. Реймерса, содержит неточные и расплывчатые определения, например «общие требования к среде обитания», также нет определения степени близости жизненных форм растений одной синузии. Т. А. Работнов, в свою очередь, некорректно использует понятие совокупности видов и также отсутствует указание на сходность экологических форм растений. Определение, данное Б. М. Миркиным, некорректно в том смысле, что определяет простое понятие через более сложные, комплексные, которые и должна характеризовать сама синузия (а именно, фитоценоз). Наиболее простым и близким к изначальному является определение В. С. Ипатова.
В конечном итоге, в определении синузии основополагающими являются две вещи: синузия — понятие экологическое (охватывает растения одной жизненной формы в сообществе), синузия — понятие структурное (ценотическое).
Данное понятие фигурирует в классическом определении фитоценоза В. Н. Сукачёва: 
Фитоценоз — это всякая конкретная растительность, на известном пространстве однородная по составу, синузиальной структуре, сложению и характеру взаимодействий между растениями и между ними и средой.

## Синузия в фитоценозе

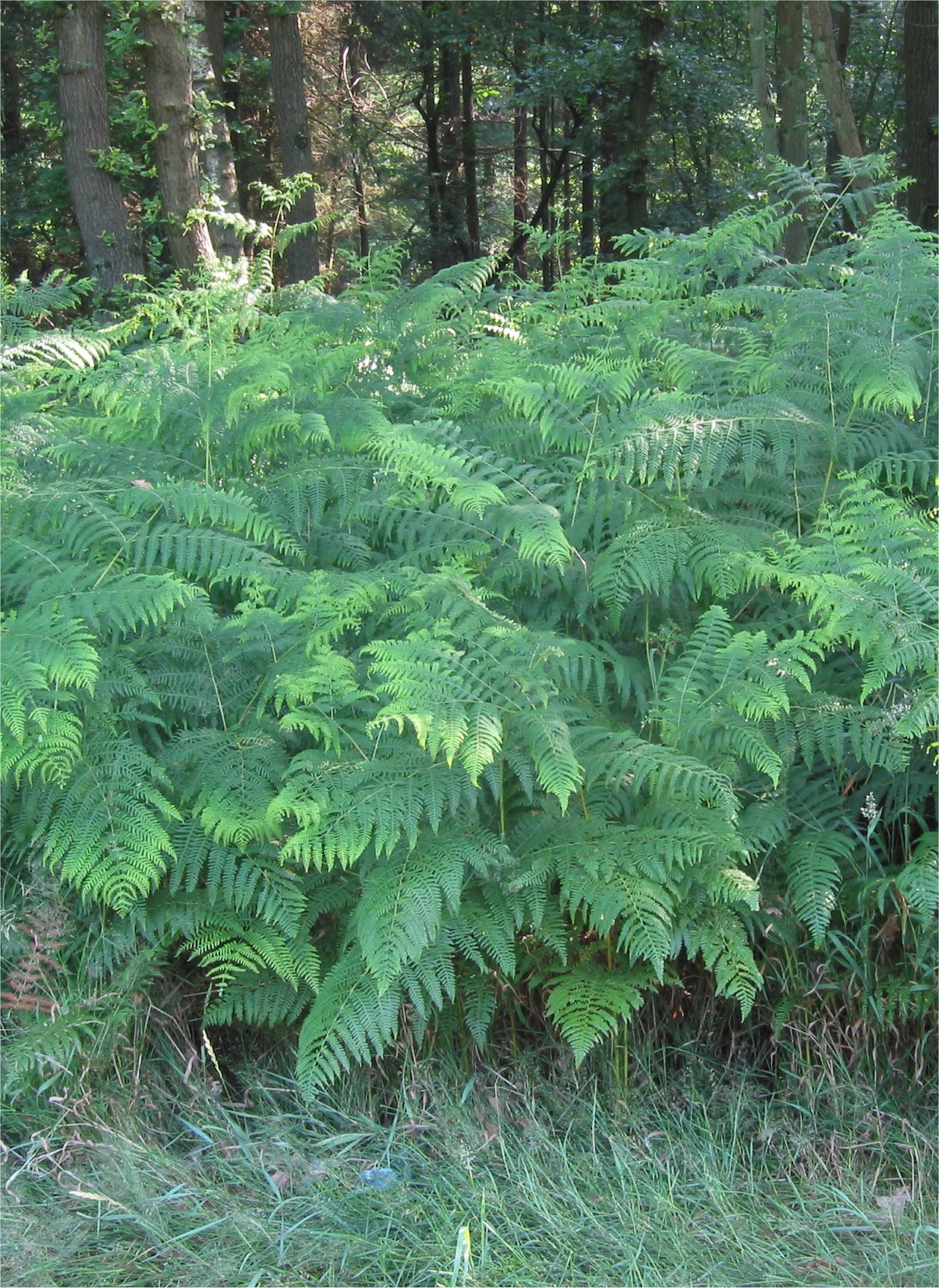
Синузия орляка обыкновенного (третий травянистый ярус)

В фитоценозе могут быть представлены синузии деревьев, кустарников, трав, мхов, брусники, черники, они занимают разные ярусы, обуславливая дифференциацию (неоднородность) растительного покрова, как в горизонтальном, так и в вертикальном направлениях. Синузии могут быть относительно устойчивыми во времени (древесные и кустарниковые, некоторые травянистые). Или могут быть сезонными (синузии эфемеров и эфемероидов). Сообщества могут быть полисинузиальными и моносинузиальными, эдификаторными и вторичными, могут классифицироваться по степени ассоциированности (конгломеративные, агломеративные, комбинированные и ассоциированные).
Обширные синузии, способные полностью доминировать в некотором ярусе, образуются растениями, в той или иной форме распространяющимися клонированием: черника (например сосняки чернично-зеленомошные), ландыши, осина, орляк, ежевика. Они образуют устойчивые синузии, зачастую вытесняя собою из занимаемых растительных ярусов остальные растения.